# Gelis araneator
Gelis araneator là một loài tò vò trong họ Ichneumonidae.